# Rhiannon Adam
Rhiannon Adam (1985) es una fotógrafa y escritora irlandesa afincada en Londres. Su obra abarca la fotografía artística y el documental social. Entre sus libros destacan Dreamlands, Wastelands (2014) y Big Fence / Pitcairn Island (2022). Adam es uno de los ocho miembros de la tripulación del proyecto dearMoon, una misión de turismo lunar y artístico.

## Trayectoria
Adam nació en Cork, Irlanda y vive en Hackney, Londres.
A principios de 2015, Adam viajó al remoto territorio británico de Pitcairn como ganadora del premio Journey of a Lifetime, otorgado por la Royal Geographical Society en colaboración con la BBC Radio 4. El resultado de esta experiencia de tres meses en las Islas Pitcairn fue la realización de un documental de radio y el libro, Big Fence / Pitcairn Island (2022).
Dreamlands, Wastelands (2014) consta de  imágenes hechas con  película instantánea Polaroid sobre los balnearios  frecuentadas por los británicos en Benidorm y Margate.
Adam también ha publicado el libro Polaroid: The Missing Manual, The Complete Creative Guide (2017).
En 2022 Adam fue seleccionada para formar parte del equipo del proyecto dearMoon, compuesto por ocho miembros. Una misión vanguardista de turismo lunar y artístico que por primera vez no solo llevarán a la estratosfera artistas sino que también se realizarán fotografías analógicas desde el espacio.

## Publicaciones
- Tierras de ensueño, tierras baldías. Jane y Jeremy, 2014.[10]
- Polaroid: el manual perdido, la guía creativa completa. Támesis y Hudson, 2017. ISBN 978-0500544600 .
- Gran Valla/Isla Pitcairn. Explotar, 2022. Con un ensayo de Gem Fletcher. ISBN 978-83-952840-5-2.[11]